# Kalendarium Woli Soleckiej
Wola Solecka – wieś 4 km na NE od Lipska, około 65 km na NE od klasztoru świętokrzyskiego, 7 km na W od  Braciejowic. 
Podległość administracyjna świecka i kościelna
Administracyjnie Wola Solecka podlega w roku 1510 do  powiatu radomskiego,

Natomiast Długosz w  L.B. T.II s.573 wskazuje w latach 1470-80 przynależność do parafii  Solec.
Nazwy miejscowe wsi w dokumentach źródłowych
- W wieku XV - 1466 Wola, 1470-80 Wolya, 1494 Wola Szoleczka,
- W wieku XVI - 1510 Volya Soleczka, 1517 Volÿa Szwÿesÿelska, Wolÿa Szolÿeczska, 1519 Vola Swÿeszielska, Wola Swiesielska, 1526 Wola Solecka, 1529 Wolya Szwyessyelska, 1530 Wolya Swiesielska, Wolia Solieczka, Volia Soleczka, 1531-2 Wolya Szwieszielska, 1538 Volia Solieczka, 1540 Vola soleczka, 1564-5 Wolya Swyeszyelska, Wola z folw., 1569 Wolia Solecka, 1576 Wola szolecka, 1577 Wolia Soleczka,
- W wieku XVII - 1629 Wola Solecka, 1660-4 Wola Solecka z folwarkiem i Wolka, 1787 Wola Solecka Pierwsza [Druga?]; - dziś Wola Solecka Pierwsza i Wola Solecka Druga,

## Topografia okolic i granice
- 1470-80 graniczy z  Boiskami,  Białobrzegami i Solcem (Dlugosz T.III s.241);
- 1517, 1519, 1530, 1565 graniczy z Solcem, Boiskami i  Goszczą.
- 1660-4 graniczy z Baranowem, Boiskami, Solcem, Lipskiem, Ciepielowem[2];
- 1680, 1780  Boiska; 1789 graniczy z Lipskiem, Ciepielowem, Białobrzegami, Boiskami i Solcem[3][4]

## Kalendarium własności, obciążenia ekonomiczne
Wieś stanowi własność królewską - tenuta solecka.
- 1466 w dziale rodzinnym otrzymuje ją z całą tenutą solecką Jan Feliks Oleśnicki[5],
- 1470–80 należy do króla posiada 1 łan kmiecy, 1 karczmę i sołectwo z 2 łanami (Długosz L.B.. II 573),
- 1494 własność królewska w kluczu soleckim[6],
- 1526 odnotowano pobór z 5,5 łana[7],
- 1530-1 pobór z 1,5 łana i karczmy[8],
- 1531-2 star. Solec, poddani dają stację do Radomia, kmiecie na 4,5 łana dają po 4 korce owsa, 2 koguty, 15 jaj, 2 sery, 1 maśle i wspólnie 1 jałówkę[9],
- 1531 wójt daje pobór z 1 łana[10],
- 1538, 1540 odnotowana pobór z 1,5 łana, karczmy, od 2 komorników oraz wójta z 1 łana bez kmieci[11],
- 1564-5 przynależy do zamku w Solcu, posiada dobry folwark na  4,5 łanów, z których kmiecie dają łącznie 1 jałówkę, 13,5 korcy owsa, 9 kogutów, 1/10 korca jaj, 9 serów, 4 masła[12],
- 1569 wyszczególniony w spisie Jan Cieligowski, służebnik pani starościny soleckiej, daje pobór z 11 półłanków z dziesięciną i od 1 komornika[13][14]
- 1576-7 starosta solecki daje pobór z 5,5 łana[15],
- 1662 pogłówne od 178 czeladzi folwarcznej i mieszkańców wsi[16],
- 1660-4 starostwo soleckie, w 1653 r. było tu razem z Wólką 20 łanów i 20 kmieci, teraz 2,5 łanów osiadłych, 10 kmieci, 10 zagrodników, niegdyś 8 chałup, teraz ich nie ma, 1 bartnik, ale barcie zniszczone, 2 opustoszałe karczmy, opustoszały łan wybraniecki, łąki nad rzeką Chotczą, mieszkańcy korzystają z boru; w folwarku dawny dwór spalony, nowy w budowie[17];
- 1662 pogłówne od 178 czeladzi folwarcznej i mieszkańców wsi[18],
- 1673 pogłówne od Luboleckiego z żoną, 6 czeladzi dworskiej i 143 poddanych oraz [z innej cz.?] od 73 mieszkańców wsi[19],
- 1787 Wola Solecka liczy 501 mieszkańców, w tym 8 Żydów (Spis I 394; II 114);
- 1789 starostwo soleckie, stary folwark na 19,5 łanach, łąki w sumie 4 łany i 3 ćwierci, 1 wybraniec, browar i karczma, kawałek boru, Wólka Solecka (różna od Woli Soleckiej) ma 4 łany[20].

## Kościół , powinności dziesięcinne
1470–80 z całej wsi dziesięcina snopowa i konopna należy do bpa krakowskiego (Długosz L.B.. II 573); 
Począwszy od 1529 z Woli Soleckiej i  Jarnołtowic dziesięcina snopowa wartości 9 grzywien należy do stołu konwentu świętokrzyskiego.